# Враг народа
Враг наро́да — термин римского права, образ врага, предполагавший объявление лица вне закона и подлежащим безусловному уничтожению (и в этом смысле как бы приравнивающий его к вражескому солдату, воюющему против республики с оружием в руках).
В Новое время словосочетание «враг народа» получило широкое распространение во времена Французской революции для обозначения противников якобинской диктатуры и для обоснования массового террора. С той же целью, что и во Франции, термин использовался во времена сталинских репрессий. Необходимость усиления борьбы с «врагами народа» правящим режимом обосновывалась сталинским тезисом о том, что по мере строительства коммунизма происходит обострение классовой борьбы и возникают новые «классовые враги».

## В Древнем Риме
В Древнем Риме «врагами народа» (лат. hostis publicus — «враг народа» и hostis populi Romani — «враг римского народа») объявлялись лица, занесённые в проскрипции при Луции Корнелии Сулле. Затем в 68 году «врагом народа» был объявлен Нерон, в 192 году император Коммод.

## Во время Французской революции
Выражение фр. ennemi du peuple («враг народа»), почерпнутое из классических писателей, вновь появилось во времена Французской революции первоначально в риторике революционеров, как синоним понятия «враг революции». Так, мэр Парижа Петион (жирондист, покончивший с собой во время террора) говорил, имея в виду роялистов: «Враги народа защищаются путём обращения к народу, а Людовик XVI поддерживает их право на заговоры». В правовую практику понятие было введено в год якобинской диктатуры, содержание термина было детализировано в декрете от 22 прериаля II года (10 июня 1794 года), открывшем собой эпоху так называемого «Большого террора» (июнь-июль 1794 года). Декрет определял «врагов народа» как личностей, стремящихся уничтожить общественную свободу, силой или хитростью. «Врагами народа» были сторонники возврата королевской власти, вредители, препятствовавшие снабжению Парижа продовольствием, укрывавшие заговорщиков и аристократов, преследователи и клеветники на патриотов, злоупотреблявшие законами революции, обманщики народа, способствовавшие упадку революционного духа, распространители ложных известий с целью вызвать смуту, направлявшие народ на ложный путь, мешавшие его просвещению. По этому закону «враги народа» наказывались смертной казнью. Революционный трибунал якобинцев ежедневно выносил по 50 смертных приговоров.
«Враги народа» арестовывались по анонимным доносам. Судебная процедура была упрощена, не было ни защитника, ни прений сторон. Вина определялась на основании условных критериев. Сен-Жюст утверждал: «Мы должны карать не только врагов, но и равнодушных, всех, кто пассивен к республике и ничего не делает для неё». Марат, именовавшийся «другом народа», настаивал на обезглавливании ста тысяч человек. Якобинскому террору были подвергнуты не только аристократы, а все слои населения. За год правления якобинцев было казнено около 12 тысяч человек, из них 3 тысячи были аристократами и священниками, 4 тысячи — крестьянами, 3 тысячи — рабочими, а остальные 2 тысячи — литераторами, судьями, купцами, ремесленниками. «Враги народа» были обнаружены и среди якобинцев. Так, Дантон был казнён как английский шпион.

## В революционной России и Советском Союзе
Декрет об аресте вождей гражданской войны против революции
Члены руководящих учреждений партии кадетов, как партии врагов народа, подлежат аресту и преданию суду революционных трибуналов.
На местные Советы возлагается обязательство особого надзора за партией кадетов ввиду её связи с корниловско-калединской гражданской войной против революции.
Декрет вступает в силу с момента его подписания.
Председатель Совета Народных Комиссаров

Вл. Ульянов (Ленин)
Народные комиссары: Н. Авилов (Н. Глебов), П. Стучка, В. Менжинский, Джугашвили-Сталин, Г. Петровский, А. Шлихтер, П. Дыбенко.
Управляющий делами Совета Народных Комиссаров 

Влад. Бонч-Бруевич
Секретарь Совета Н. Горбунов 
Петроград, 28 ноября (11 декабря) 1917 г.
10 ½ час. вечера.
Текст воспроизводится по Декреты Советской власти. — 1-е. — М.: Государственное издательство политической литературы, 1957. — Т. I. — С. 162. — 626 с.

### Термин в риторике большевиков до революции
Во время Революции 1905 года Ленин в статье «Демократические задачи революционного пролетариата» назвал Николая II «злейшим врагом народа».
Словосочетание «враг народа» в российской политической риторике стало использоваться после Февральской революции для обозначения противников нового режима. В частности, А. Ф. Керенский, выступая в марте 1917 года перед делегацией Черноморского флота, заявил: «Прошу вас не верить слухам, распространяемым врагами народа и свободы, стремящимися подорвать связь между Временным правительством и народом».
В июне 1917 года Ленин опубликовал статью «О врагах народа»:
Враги народа для этого класса в XX веке — не монархи, а помещики и капиталисты, как класс. Если бы власть перешла к «якобинцам» XX века, пролетариям и полупролетариям, они объявили бы врагами народа капиталистов, наживающих миллиарды на империалистской войне, то есть войне из-за дележа добычи и прибыли капиталистов.
В августе 1917 года данное понятие употребляется в листовках Комитета народной борьбы с контрреволюцией. «Врагом народа» был назван генерал Л. Г. Корнилов, поднявший мятеж.

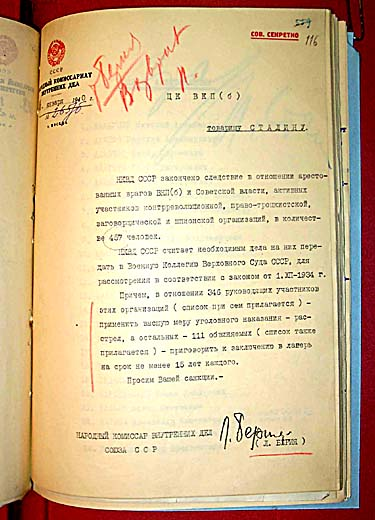
Запрос Берии Сталину о санкции на расстрел и тюремное заключение для 457 «врагов ВКП(б) и Советской власти, участников контрреволюционных, правотроцкистских, заговорщических и шпионских организаций»

### При Ленине
9 (22) ноября 1917 года Верховный Главнокомандующий Русской армии Н. Н. Духонин был объявлен «врагом народа» за отказ выполнять распоряжение В. И. Ленина немедленно начать переговоры о перемирии на Восточном фронте с Германией. 21 ноября (3 декабря) 1917 года Н. Н. Духонин был растерзан ворвавшимися в Ставку революционными матросами.
28 ноября 1917 года выражение «враги народа» было применено В. И. Лениным, который на заседании Совета Народных Комиссаров выступил с предложением: «Члены руководящих учреждений партии кадетов, как партии врагов народа, подлежат аресту и преданию суду революционных трибуналов». Кадетам ставились в вину организация контрреволюционных восстаний в казачьих областях и начало гражданской войны.
13 января 1918 года принимается Постановление СНК РСФСР «О разрыве дипломатических сношений с Румынией», которым командующий румынским фронтом русской армии генерал Д. Г. Щербачёв официально был объявлен «врагом народа».
В августе 1919 года Совнарком и ВЦИК Советов объявили Верховного правителя России А. В. Колчака, а также «всех ставленников и агентов Колчака» вне закона.
Красный террор, начавшийся в 1918 году после восстания левых эсеров и ряда покушений на большевистских лидеров, в том числе на Ленина, быстро приобрёл большие масштабы. В рамках Красного террора были расстреляны граждане, заподозренные в принадлежности или симпатии к Белой армии, представителей духовенства, казачества, зажиточного крестьянства. Нередко, при подавлении крестьянских восстаний, использовалось взятие заложников из числа членов семей восставших с последующим их расстрелом.
Среди наиболее известных людей, погибших в этот период: царь Николай Второй и его семья, поэт Николай Гумилёв, архиепископ Пермский и Кунгурский Андроник (Никольский) (казнён в Перми), архиепископ Астраханский Митрофан (Краснопольский) (расстрелян по личному приказу Сергея Мироновича Кирова, на тот момент — председателя астраханского ревкома), епископ Тобольский Гермоген (Долганёв) (утоплен революционными матросами в реке Туре), епископ Селенгинский Ефрем (Кузнецов) (расстрелян в Москве), епископ Елабужский Амвросий (Гудко) (расстрелян в Свияжске после пыток и истязаний) и многие другие.
Среди дальнейших фаз «борьбы с врагами» народа можно отметить следующие:
- Раскулачивание. Борьба с зажиточными крестьянами была начата в 1918 году. Согласно политике продразвёрстки «избыток» продуктов у «кулаков» изымался. Систематическое раскулачивание производилось в период коллективизации. Указом от 7 августа 1932 года расхитители колхозного имущества были объявлены «врагами народа»[13].
- «Чистка партийных рядов» — привела к гибели большей части «старых» большевиков из числа ближайших соратников Ленина, которые неожиданно оказались шпионами различных иностранных государств.
- «Возмездие» за убийство Кирова. Киров был убит 1 декабря 1934 года в Ленинграде. После его убийства был введён упрощённый порядок ведения следствия; смертные приговоры приводились в исполнения в течение 24-х часов. При этом убийца Кирова, Л. В. Николаев, сам большевик с десятилетним партийным стажем, по всей вероятности, считал, что Киров тайно встречается с его женой, латышкой Мильдой Драуле, работавшей в Смольном в аппарате Кирова, на тот момент главы Ленинградской партийной организации. Тем не менее, убийство Кирова было использовано как повод для арестов и казней сотен людей по всей территории СССР.
- «Ежовщина» (1936—1938). Обвинения в троцкизме и правом уклонизме. В 1937 году было репрессировано около 800 тысяч человек. Для ускоренного рассмотрения дел были созданы «тройки». Расстрелы проводились по разнарядкам (или лимитам), назначавшимся местным партийным органам. Партийные организации нередко просили увеличить лимиты. В 1939 году Ежова арестовали, а в 1940 году расстреляли, как «шпиона», что, впрочем, не остановило террор.

### Особенности борьбы с «врагами народа» при Сталине
Теоретическим обоснованием борьбы с «врагами народа» служила концепция Сталина об обострении классовой борьбы по мере продвижения страны к социализму. Сталин проявлял личную заботу о том, чтобы враги были разоблачены и уничтожены. Узнав о пожаре на Канском мельничном комбинате в 1937 году, он обратился к Красноярскому крайкому с такой телеграммой:

Поджог мелькомбината, должно быть, организован врагами. Примите все меры к раскрытию поджигателей. Виновных судить ускоренно. Приговор — расстрел. О расстреле опубликовать в местной печати.

Для разоблачения врагов применялись пытки. Сталин рекомендовал «метод физического воздействия… в виде исключения, в отношении явных и неразоружающихся врагов народа, как совершенно правильный и целесообразный метод».
Насильственное разлучение детей и родителей-«врагов народа» было одной из репрессивных практик СССР.
В процессе разоблачения «врагов народа» появились «герои-разоблачители», деятельность которых широко пропагандировалась государством и ставилась в пример остальным гражданам. Среди них были пионеры Павлик Морозов и Коля Жеглов, о котором Анастас Микоян произнёс речь в Большом театре на праздновании 20-летия органов ВЧК-ОГПУ-НКВД. Существовали и другие примеры. Так, Сталин лично похвалил на февральско-мартовском пленуме 1937 года аспирантку Николаенко, назвав её «маленьким человеком», умеющим «разоблачать врагов». Вдохновлённая Николаенко однажды заперла на ключ пожилого большевика и, позвонив в НКВД, заявила: «У меня в кабинете сидит враг народа, пришлите людей арестовать его». По рекомендации Сталина Николаенко была направлена с Н. С. Хрущёвым на Украину, чтобы там помогать ему бороться с «врагами народа». Вскоре она прислала Сталину донос, в котором назвала Хрущёва «неразоружившимся троцкистом». Сам Н. Хрущёв писал о ней следующее (что отражало ситуацию с «борцами за революцию, борцами с врагами народа»):
 …она всех украинцев считала националистами, все в её глазах были петлюровцами, врагами народа, и всех их надо арестовывать.
…она написала заявление, в котором обвиняла меня, что я покрываю врагов народа и украинских националистов.
…такой невесте подыскать мужа — это очень опасно, потому что муж уже будет подготовлен к тому, что ему через какое-то время надо садиться в тюрьму, поскольку она его, безусловно, оговорит.

Практику «разоблачения врагов народа» во время сталинских репрессий Н. Хрущёв характеризовал следующим образом:
Некоторые лица были просто шарлатанами, которые избрали для себя профессией разоблачение врагов народа. Они терроризировали всех, бесцеремонно заявляя в глаза: «Вот этот — враг народа». Прикипало к человеку это обвинение, привлекало внимание, органы НКВД начинали разбираться. Следствие, конечно, велось тайно, к человеку приставляли агентуру, а потом доказывали, что это — действительно враг народа.

### В законодательстве
Термин «враг народа» не был только клише политической риторики сталинского периода, он употреблялся и в официальных документах, в частности, в статье 131 Конституции СССР 1936 года говорилось:

Лица, покушающиеся на общественную, социалистическую собственность, являются врагами народа.
— Ст. 131 Конституции СССР 1936 года
Таким образом, юридически это понятие пережило сталинскую эпоху и исчезло из советского законодательства только в 1977 году, с принятием «Брежневской Конституции».

### Берия — «враг народа»
По неофициальной версии, Лаврентий Берия был арестован на заседании Президиума ЦК КПСС 26 июня 1953 года. На срочно созванном пленуме ЦК КПСС Берия был выведен из состава ЦК КПСС и исключён из партии с формулировкой «враг коммунистической партии и советского народа». По официальной же версии, 23 декабря 1953 года он был приговорён Специальным судебным присутствием Верховного Суда СССР к высшей мере наказания и в тот же день был расстрелян.
Иронизируя по поводу ареста бывшего шефа НКВД, американский журнал Time 20 июля 1953 года поместил на обложке фото Берии с подписью «враг народа».

### Примеры риторики сталинских времён
Ещё совсем недавно во главе Управления капитального строительства Академии Наук СССР стоял, ныне разоблачённый враг народа, троцкист Ольберт. Тонко маскируясь и двурушничая, он творил свои гнусные преступные дела и всевозможными мероприятиями срывал строительство Академии Наук. Партия и правительство отпускают сотни миллионов народных денег для строительства научных учреждений и содействия расцвету науки в стране, а пробравшийся на этот участок работы классовый враг, окружив себя контрреволюционными сподвижниками и оттирая честных, преданных делу социализма специалистов, систематически вредит этому строительству.
— Враги народа // Вестник АН СССР. — 1937. — № 1.

Колхозники и колхозницы, выступавшие на суде в качестве свидетелей, развернули перед советским судом жуткую картину преступлений и беззаконий, творимых в районе врагами народа. Рассказывая о чудовищных преступлениях оголтелой шайки фашистских бандитов, колхозники свидетели выражали требование трудящихся всего Курагинского района и края — уничтожить мерзавцев, покушавшихся на счастливую колхозную жизнь. За время процесса, суд получил сотни резолюций собраний и митингов колхозников и всех трудящихся Курагинского района с требованием самой суровой кары к врагам народа.
— Ставка врагов бита // Красноярский рабочий. — 1937. — 24 сентября (№ 220).

…Некоторые люди делают вывод, что теперь уже снята опасность вредительства, диверсий, шпионажа, что заправилы капиталистического мира могут отказаться от своих попыток вести подрывную деятельность против СССР. Но так думать и рассуждать могут только правые оппортунисты, люди, стоящие на антимарксистской точке зрения «затухания» классовой борьбы. Они не понимают или не могут понять, что наши успехи ведут не к затуханию, а к обострению борьбы, что чем успешнее будет наше продвижение вперёд, тем острее будет борьба врагов народа, обречённых на гибель, доведённых до отчаяния.— Подлые шпионы и убийцы под маской профессоров-врачей // Правда. — 1953. — 13 января.

### Критика
Н. С. Хрущёв, в докладе «О культе личности и его последствиях» на XX съезде КПСС, указывал:

Сталин ввёл понятие «враг народа». Этот термин сразу освобождал от необходимости всяких доказательств идейной неправоты человека или людей, с которыми ты ведёшь полемику: он давал возможность всякого, кто в чём-то не согласен со Сталиным, кто был только заподозрен во враждебных намерениях, всякого, кто был просто оклеветан, подвергнуть самым жестоким репрессиям, с нарушением всяких норм революционной законности. Это понятие «враг народа» по существу уже снимало, исключало возможность какой-либо идейной борьбы или выражения своего мнения по тем или иным вопросам даже практического значения.<…>

Следует сказать, что и в отношении людей, которые в своё время выступали против линии партии, часто не было достаточно серьёзных оснований, чтобы их физически уничтожить. Для обоснования физического уничтожения таких людей и была введена формула «враг народа».

## В США
Термин англ. public enemy («враг общества, народа») на русский язык зачастую переводят как «враг государства», хотя существует термин enemy of the state, который как раз и означает «враг государства/штата».
Термин широко распространился в США в 1930-х годах по отношению к преступникам, наносящим обществу особо крупный ущерб. ФБР и его директор Эдгар Гувер использовали термин по отношению к известным преступникам (Аль Капоне, Джон Диллинджер и ряд других).
В 2017 году термин применил президент США Дональд Трамп по отношению к журналистам, которые, по его мнению, сообщают «фальшивые новости».

## В Китае
Относительно ситуации с врагами народа в КНР 1960-х годов Н. С. Хрущёв в своих воспоминаниях писал следующее:

Если поднять сейчас фамилии тех, кто был тогда арестован, то прежде всего это коснулось старых большевиков…
Сталин правильно определил, кто голосовал против него. И вот полетели головы старых большевиков. Они объявлялись врагами народа, и все наши граждане, и партийные и беспартийные, одобряли это. Сейчас в Китае Мао Цзэдун делает то же самое, только называет этих людей не «врагами народа», а «противниками культурной революции».